# Head Full of Honey (2018)
Head Full of Honey (bra: Nunca Te Esquecerei) é um filme teuto-estadunidense de 2018, do gênero drama, dirigido por Til Schweiger. É uma refilmagem estadunidense do filme alemão de 2014 Honig im Kopf, que Schweiger também dirigiu e corroteirizou com Hilly Martinek.

## Sinopse
Um avô, que sofre de doença de Alzheimer, viaja pela última vez com sua neta.

## Elenco
- Nick Nolte como Amadeus
- Matt Dillon como Nick
- Emily Mortimer como Sarah
- Sophia Lane Nolte como Matilda
- Jacqueline Bisset como Vivian
- Eric Roberts como Dr. Holst
- Greta Scacchi como Abadessa
- Jake Weber como Dr. Edwards
- Til Schweiger como o Garçom do Restaurante de Londres
- Claire Forlani como Diretora
- J.David Hinze como Sacerdote
- Matteo A.Bof como Policial da Estação Ferroviária
- Veronica Ferres como Mulher no Expresso do Oriente
- Costa Ronin como Oligarca Russo em Restaurante
- Luca Ribezzo como Chefe de Polícia

## Produção
Uma refilmagem estadunidense do filme Honig im Kopf, de Til Schweiger, foi anunciada em março de 2018, com direção de Schweiger. Nick Nolte foi escalado para o papel principal, para o qual Michael Douglas foi inicialmente procurado. Matt Dillon e Emily Mortimer estrelarão como seu filho e nora, respectivamente. Jacqueline Bisset se juntou ao elenco em abril.
As filmagens começaram em junho na Alemanha. O financiamento estatal alemão para filmes gastou US$ 5,17 milhões neste filme; o financiamento estava condicionado à liberação na Alemanha.

## Recepção

### Bilheteria
Durante as primeiras duas semanas, o filme arrecadou US$ 65 mil nos cinemas alemães. No segundo final de semana, apenas 155 pessoas assistiram a Head Full of Honey. Em contraste, a versão de 2014 foi o filme de maior sucesso nos cinemas alemães naquele ano, com mais de sete milhões de espectadores durante todo o tempo de exibição.

### Resposta da crítica
Recebeu críticas positivas e mistas do público, mas críticas negativas dos críticos. No site agregador de críticas Rotten Tomatoes, Head Full of Honey tem índice de aprovação de 0% com base em seis resenhas.